# Bataille de Kafr el-Dawwar
Guerre anglo-égyptienne
Batailles
- Alexandrie
- Expédition américaine
- Kafr el-Dawwar
- Kassassin
- Tel el-Kebir

La bataille de Kafr el-Dawwar est un affrontement de la guerre anglo-égyptienne s'étant déroulé le 5 août 1882 à Kafr el-Dawwar, en Égypte. Elle a opposé l'armée égyptienne dirigée par Ahmed 'Urabi aux forces britanniques d'Archibald Alison (en). En conséquence, les Britanniques abandonnèrent tout espoir d'atteindre Le Caire par le nord et déplacèrent leur base d'opérations à Ismaïlia.